# ФК „Сокол“ (Марково)
ФК „Сокол“ е футболен клуб от село Марково, община Родопи, област Пловдив. Участва в Югоизточната Трета лига.

## История
Отборът започва да играе през 1928 година, когато Костадин Славов (Диньо Шабана) донася първата топка в Марково. Като напредничав младеж и възпитаник на Католическия колеж, той увлича много момчета по футболната игра, като едни от първите играчи са били Петър Бояджиев, Васил Маринов, Стефан Стойчев – домакин, Добри Добриков и др. Първите срещи на отбора се организират срещу пловдивския арменски тим „Хоментмен“, а вече по-късно срещу съседите от Първенец и Коматево.
Първото име на отбора е „Тракия“, след това „Тракийска слава“, а след 1944 година се нарича просто „Марково“ или „Родопски сокол“. От основаването си тимът сменя на няколко пъти игрището си. Първото игрище било хорището в центъра „Хармана“. Малко по-късно се избира друго място, пак на общински терен под старото, а именно „Говедарлъка“, там където сега се намира детската градина. На това място се подготвя едно по сносно игрище, като се поставят врати. По време на тоталитарния режим, се мести североизточно от него, докато накрая се установява извън Марково в местността „Исака“ (улица „Източна“). През 1930 г., играчите събират пари, като Петър Бояджиев поръчва, ушиването на първия екип на отбора, който бил зелено и бяло на хоризонтални райета.
Години наред отбора играе в групите на зона „Пловдив“, като възхода му започва в средата на 90-те години. Няколко години отбора играе в Югоизточната В група, а след това два сезона се подвизава в Б група, наред с именити отбори от големи градове. На 4 ноември 2000 година „Сокол“ Марково като отбор от Югоизточната В група, среща на 16-ина финалите за Купата Левски София. Марковци играят добре, като дори повеждат в резултата, а Левски успяват да ги победят в продължението.
През сезон 2003/04 Сокол'96 (Марково) играе в Б РФГ, но се отказва от участие след VIII кръг. Резултатите му са анулирани, а отборът е разформирован и не участва с мъжки състав в нито едно първенство през следващия сезон.

## Настояще
Понастоящем Сокол Марково е непрофесионален отбор, участник в А ОФГ зона „Пловдив“. Играе срещите си на стадион „Сокол“, лицензиран за двубои от висшия футболен ешелон и с капацитет 2500 души.
Основния екип е тъмносини фланелки с червени рамене и ръкави, тъмносини яки, червени гащета и тъмносини чорапи.

## Успехи
- 9 място в Б група през 2002/03
- 1/16-финалист за купата на страната през 2000/01 и 2002/03
- финалист в турнира за Купата на Аматьорската футболна лига през сезон 1999/00.

## Изявени футболисти
- Владислав Ямуков
- Александър Миленков
- Добрин Орловски
- Николай Андреев
- Христо Петров - Черния
- Йонко Неделчев
- Лилчо Арсов
- Даниел Белчев
- Румен Истревски
- Пламен Зайчев
- Димитър Здравчев
- Иван Кочев
- Живко Иробалиев
- Христо Чобанов
- Иван Вангелов
- Тодор Живондов
- Емил Урумов
- Дилян Янкулов
- Димо Станков
- Цветозар Дерменджиев
- Венцислав Витанов
- Иван Милиев
- Веселин Тосев
- Христо Стаев
- Димитър Орманов
- Красимир Донев
- Георги Котулов
- Емил Кръстанов
- Стоян Терзиев
- Васил Гърков
- Емил Данчев
- Спас Писов
- Димитър Кехайов
- Зарко Гогов
- Йордан Христов
- Илиян Гаров
- Кръстьо Добриков
- Ангелин Томанов
- Красимир Камбуров
- Атанас Въргов
- Васил Янев
- Петър Анев